# Віктор (Нью-Йорк)
Віктор (англ. Victor) — місто (англ. town) в США, в окрузі Онтаріо штату Нью-Йорк. Населення — 15 860 осіб (2020).

## Демографія
Згідно з переписом 2010 року, у місті мешкало 14 275 осіб у 5470 домогосподарствах у складі 4006 родин. Було 5822 помешкання
Расовий склад населення:
| - 95,1 % — білих - 2,3 % — азіатів - 0,8 % — чорних або афроамериканців - 0,2 % — корінних американців |

До двох чи більше рас належало 1,2 %. Частка іспаномовних становила 1,9 % від усіх жителів.
За віковим діапазоном населення розподілялося таким чином: 27,3 % — особи молодші 18 років, 57,4 % — особи у віці 18—64 років, 15,3 % — особи у віці 65 років та старші. Медіана віку мешканця становила 42,3 року. На 100 осіб жіночої статі у місті припадало 95,5 чоловіків;  на 100 жінок у віці від 18 років та старших — 93,0 чоловіків також старших 18 років.
Середній дохід на одне домашнє господарство  становив 134 715 доларів США (медіана — 98 167), а середній дохід на одну сім'ю — 163 730 доларів (медіана — 123 407). Медіана доходів становила 86 379 доларів для чоловіків та 51 418 доларів для жінок. За межею бідності перебувало 2,3 % осіб, у тому числі 1,2 % дітей у віці до 18 років та 3,0 % осіб у віці 65 років та старших.
Цивільне працевлаштоване населення становило 7393 особи. Основні галузі зайнятості: освіта, охорона здоров'я та соціальна допомога — 23,1 %, науковці, спеціалісти, менеджери — 14,6 %, фінанси, страхування та нерухомість — 12,0 %, роздрібна торгівля — 11,1 %.